# グックル
グックル (guckle) は、関西出身の音楽ユニットである。コンセプトは"Joyful Piano Pop"。

## メンバー
- 吉留 慎之介（よしとめ しんのすけ、1984年1月13日 - ） 兵庫県尼崎市出身。
幼少の頃からピアノを習い、常に音楽が近くにある環境で育つ。
中学生の時に聞いたBoyz II Menに衝撃を受け、高校を卒業と同時にシンガーを志す。
大阪のクラブやBarなどでカバーソングを歌いながら経験を積み、その後オリジナルの音楽を追求するためにライブハウスで働きだす。
そこで、現在のパートナーである平畑と出会い意気投合、グックルの結成に至る。

- 平畑徹也（ひらはた てつや、1982年6月13日 - ） 大阪府八尾市出身。
はっちゃんの愛称で親しまれている。トレンドマークはメガネと帽子。
物心ついた時には完全なインドア派で、アニメやファミリーコンピュータを愛するテレビっ子だった。
中学時代に聴いた小室哲哉に影響を受け高校で軽音部に入部。ドラムを担当する傍ら、独学でピアノをはじめる。
崇拝するBen Foldsの音楽に出会ったのもこの時期。
高校三年の時にあるコンテストで作曲部門優秀賞を受賞し、その後音楽専門学校に入学。在学中からレストランやBarでピアノ演奏やバンドサポート等で腕を磨く。
高橋優、新垣結衣、小池徹平、西田敏行、シェネル、吉川友、JAMOSAなどあらゆるジャンルのアーティストのライヴ&レコーディングでサポートを務め、サントリーの商品「STONES BAR」のCMにも出演した。[1]

## 来歴
- 2005年7月21日結成。「歌枕」「step」2曲入りのCDを200枚限定で配布。
- 2006年9月6日、全国流通のインディーズミニアルバム「Joyful」をリリース（収録曲「林檎〜apple〜」は 青森のりんご卸企業、諏訪商会のCMソングとして起用）。
- 2007年10月3日、浅田信一（SMILE）プロデュースによる初のメジャー流通シングルとして 「何時モ此処カラ」がリリース。毎日放送「MUSIC EDGE」オープニング曲に起用され、FM熊本パワープレイ曲に選定。
- 2007年12月5日、「何時モ此処カラ」を収録したフルアルバム「ONE PIECE」をリリース。リードソング「Windy Road」は新潟苗場スキー場CM曲、神戸全日本女子ハーフマラソンテーマ曲 に起用される。Date fm(FM仙台)パワープレイ曲に選定。
- 2008年8月、拠点を大阪から東京へ。
- 2010年2月14日、自主制作のCD「I know...」を発表。
- 2011年6月、東日本大震災復興を目指し、チケット代を全額寄付するという形でワンマンライブ「歩 (aruku) 」を開催。
- 2012年8月1日、ニューアルバム「温故知新」を全国流通にて発売（5月29日よりライブ会場にて先行販売）。それに伴い、初の全国ツアーを決行。
- 2013年ニューシングル「サクラトレイン」を全国流通にて発売、そしてサクラトレイン計画（東京都内651駅すべての駅で歌う）が始動！
- 2014年5月17日に最終東京駅にて651駅すべての駅で歌うサクラトレイン計画が、たくさんの方に出迎えられ無事に幕を閉じる。
- 2016年6月、アルバム「エンドロール」をリリース、バンド編成での東阪ワンマンライブを成功させる。

## ディスコグラフィー
- 『JOYFUL』（2006年9月6日）

1. step
2. Days
3. 林檎〜apple〜 (諏訪商会のCM曲に起用)
4. 秋桜
5. ハレオトコ
6. はじまりの鐘
7. 歌枕

- 『何時モ此処カラ』2007年10月3日

1. 何時モ此処カラ（毎日放送「MUSIC EDGE」オープニング曲、FM熊本パワープレイ曲）
2. 想い出バタフライ
3. Juliet

- 『ONE PIECE』2007年12月7日

1. Windy Road（新潟苗場スキー場CM曲、神戸全日本女子ハーフマラソンテーマ曲、Date fm（FM仙台）パワープレイ曲）
2. 何時モ此処カラ (album Ver.)
3. Beautiful Day
4. Maybe Tomorrow
5. ジュリエット
6. 前略
7. ナンセンス
8. 黄色い花に包まれて
9. 罪と罰
10. 未熟なスター
11. 寒い冬と暖かい手のひら
12. daisy

- 『 I know... 』2010年2月14日

1. I know...
2. You and I...
3. My road
4. 喜びという名の虹
5. Punch!!!!!

- 『温故知新』2012年8月1日（5月29日よりライブ会場にて先行販売）

1. overture
2. 君を悲しませるくらいなら
3. 僕の全て
4. 愛嘘
5. 帰り道
6. Shining Star (feat.ユラリ)
7. 蛍火
8. 君の花
9. フォトグラフ
10. departure

- 『サクラトレイン』2013年3月13日

1. サクラトレイン
2. ガンバレだけじゃない何か
3. whiteout
4. 歩(aruku)　＜BONUS　TRACK＞

- 『ふたつのバラード』2014年(9月28日岩手ライブ会場にて先行発売)ライブ会場限定CD

1. 思い出の先
2. ふたつの影

- 『エンドロール』2016年6月1日

1. movie ticket
2. 世界が待ち望んだ朝
3. オレンジ色
4. ラブソング
5. 名もない木の下で
6. nostalgia
7. Everything
8. 留守番電話
9. Like a Star
10. ジングルベルはすぐそばに
11. エンドロール